# Herenni Bas
Herenni Bas (en llatí Herennius Bassus) era un dels principals ciutadans de Nola a la Campània. Nola era governada pels sabèl·lics, però era una ciutat grega i tractava d'imitar Cumes i Neàpolis.
Herenni Bas va viure a l'època de la Segona Guerra Púnica i preferia una aliança amb els romans a una amb els cartaginesos. Va ser el portaveu de la ciutat l'any 215 aC quan en nom de Nola, va rebutjar la proposta d'Hannó de passar al bàndol cartaginès.